# Eleanor Island
Eleanor Island är en ö i Kanada.   Den ligger i provinsen Ontario, i den sydöstra delen av landet, 290 km väster om huvudstaden Ottawa.
Runt Eleanor Island är det glesbefolkat, med 20 invånare per kvadratkilometer.